# KY Cygni
KY Cygni là một siêu sao khổng lồ đỏ của lớp phổ M3.5Ia nằm trong chòm sao Thiên Nga. Nó là một trong những ngôi sao lớn nhất được biết với bán kính ước tính 1.420 R☉ (6.6 au). Bán kính 2.850 R☉ (13,3 au) được bắt nguồn bằng một phương pháp khác là do phép đo băng tần K bất thường. Nếu nó được đặt ở trung tâm của Hệ Mặt Trời, nó sẽ mở rộng qua quỹ đạo của Sao Mộc (hoặc Sao Thổ). Nó cũng là một trong những ngôi sao phát sáng nhất, với độ sáng gập 300.000 lần trở lên so với độ sáng Mặt Trời. Nó cách xa khoảng 5.000 năm ánh sáng.

## Quan sát
KY Cyg nằm gần cụm sao mở NGC 6913, nhưng không được cho là thành viên. Vị trí này gần với ngôi sao sáng γ Cygni. Nó được xác định là một ngôi sao biến đổi vào năm 1930, và sau này được đặt tên là KY Cygni. Quang phổ đã được phân loại MK M3aa, chỉ với những điều chỉnh nhỏ kể từ đó.
KY Cygni bị ảnh hưởng nặng nề do sự tuyệt chủng liên sao, mất khoảng 7,75 độ lớn ở bước sóng nhìn thấy được. Nó sẽ là một ngôi sao mắt thường Nếu không có ánh sáng bị mất.

## Đặc điểm

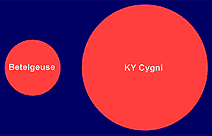
So sánh KY Cygni với Betelgeuze

KY Cygni là một siêu khổng lồ tỏa sáng với gió sao mạnh. Nó đang mất khối lượng tại một trong những tỷ lệ cao nhất được biết đến với một siêu khổng lồ đỏ và đã được mô tả như là một siêu sao nguội.
Tính chất của nó là không chắc chắn, nhưng nhiệt độ khoảng 3.500 K và độ sáng trên 100.000 L☉. Mô hình phù hợp dựa trên độ sáng hồng ngoại của băng K cho độ sáng 273.000 L☉. Một mô hình khác dựa trên độ sáng thị giác cho độ sáng lớn bất ngờ là 1.100.000 L☉, với sự khác biệt chủ yếu do các giả định về mức độ tuyệt chủng. Bán kính tương ứng với độ sáng cao hơn sẽ là 2.850 R☉. Gần đây hơn, sự tích hợp các phân bố năng lượng quang phổ trên toàn dải các bước sóng từ dải U tới dòng vi sóng 60 micron cho độ sáng thậm chí thấp hơn 138.000 L☉.